# José Pedro Montero
José Pedro Montero De Candia (ur. 1 sierpnia 1878 w Asunción, zm. 7 czerwca 1927 w Asunción) – paragwajski lekarz pediatra, polityk, ambasador w Hiszpanii, prezydent Paragwaju od 5 czerwca 1919 do 15 sierpnia 1920 oraz wiceprezydent od 15 sierpnia 1916 do 5 czerwca 1919.